# هيو برانت
هيو برانت (بالإنجليزية: Hugh Brunt)‏ هو موزع بريطاني، ولد في 1986.

## وصلات خارجية
- هيو برانت على موقع IMDb (الإنجليزية)
- هيو برانت على موقع ميوزك برينز (الإنجليزية)
- هيو برانت على موقع أول ميوزيك (الإنجليزية)
- هيو برانت على موقع ديسكوغز (الإنجليزية)
- هيو برانت على موقع قاعدة بيانات الفيلم (الإنجليزية)